# Torrance Coombs
Torrance Coombs, né le 14 juin 1983 à Vancouver, est un acteur canadien pour le cinéma, théâtre et la télévision.

## Biographie
Torrance est né et a grandi à Vancouver, en Colombie-Britannique au Canada.
Il intègre tôt la chorale de son école pour mieux s'exprimer et a ensuite été choisi pour jouer le rôle de Rum Tum Tugger dans la comédie musicale Cats. Il a même loué une cassette d'un concert d'Elvis Presley pour s'entraîner à « se déhancher ». 
Il a continué d'enchaîner plusieurs rôles au théâtre jusqu'à l'université, avant de rejoindre la compagnie de théâtre de la University of British Columbia.
Torrance sort depuis 2008 avec Alyssa Campanella. Ils se fiancent en avril 2015. Ils se sont mariés le 2 avril 2016 à Santa Ynez, Californie, États-Unis. Le 20 avril 2019 ils annoncent leur séparation via les réseaux sociaux.

## Carrière
Torrance Coombs est principalement connu pour avoir incarné le rôle de Thomas Culpeper dans la série Les Tudors. En 2010, il est nommé aux Leo Awards pour la meilleure performance masculine dans un court métrage dramatique. Il a également joué dans la série Heartland le rôle de Chase Powers, avec Graham Wardle et Amber Marshall. Il apparaît entre 2013 et 2017 dans la série Reign, où il joue le fils bâtard du roi Henri II et Diane de Poitiers, aux côtés d'Adelaide Kane et Toby Regbo.

## Filmographie

### Cinéma

#### Longs métrages
- 2011 : Afghan Luke (en) de Mike Clattenburg : Davey
- 2013 : Liars All (Liars All / Truth or Dare) de Brian Brightly : Dennis
- 2015 : Eadweard de Kyle Rideout : Bell
- 2016 : The Last Heist (en) de Mike Mendez : Paul
- 2017 : Drawing Home de Markus Rupprecht : Kit Paley

#### Courts métrages
- 2009 : The Familiar (en) de Kody Zimmermann : Sam Matheson
- 2009 : Good Image Media de Adam Locke-Norton et Nicholas Marler : Pj

### Télévision

#### Séries télévisions
- 2007 : Supernatural : Mitch (saison 2, épisode 18)
- 2008 : JPod : John Doe (13 épisodes)
- 2009 : Battlestar Galactica : Lance Corporal C. Sellers (saison 4, épisode 17)
- 2009-2010 : Les Tudors : Thomas Culpepper (8 épisodes)
- 2010-2012 : Heartland : Chase Powers (10 épisodes)
- 2011 : Haven : Kyle Hopkins (épisode 12, saison 2)
- 2011 : Le Fou de l'hôtel : Sam Besht (13 épisodes)
- 2013-2016 : Reign : Sebastien de Poitiers (62 épisodes)
- 2014 : Polaris (Mini-série) : Milo (3 épisodes)
- 2017 : Still Star-Crossed : Le Comte Pâris (7 épisodes)
- 2018 : The Originals : Declan O'Connell (saison 5)

#### Téléfilms
- 2011 : Stay with Me de Tim Southam : Jake
- 2011 : Les Roches maudites (Killer Mountain) de Sheldon Wilson : Chance
- 2011 : Kits de Phil Price : Campbell
- 2018 : Je vais épouser un prince ! : Prince Daniel
- 2020 : Quand l'amour s'envole : Riley

## Voix françaises
| - Franck Lorrain dans (les séries télévisées) : - Reign : Le Destin d'une reine - The Originals | - Frédéric Popovic dans (les séries télévisées) : - Endgame - Heartland Et aussi - Rémi Bichet dans Les Tudors (série télévisée) |

## Théâtre
Coombs a participé à plusieurs productions au Bard on the Beach, un festival annuel de Shakespeare tenu à Vancouver. Il est également apparu dans la comédie musicale A Little Night Music.